# Luis Enríquez de Cabrera
Luis Antonio Enríquez de Cabrera (Medina de Rioseco, 1531-Madrid, 6 de mayo de 1596) VII almirante de Castilla, III duque de Medina de Rioseco, V conde de Melgar, conde de Módica, conde de Osona, XVI vizconde de Cabrera y caballero de la Orden del Toisón de Oro. También fue barón de Alcamo y de Catalafini y señor de Aguilar de Campos, Bolaños, Castroverde, Mansilla, Palenzuela, Tamariz, Torrelobatón y Villabrágina.

## Biografía
Miembro del importante linaje de los Enríquez, era hijo de Ana de Cabrera y Moncada, V condesa de Módica y XVI vizcondesa de Cabrera, y de Luis Enríquez y Téllez-Girón, VI almirante de Castilla, II duque de Medina de Rioseco y V conde de Melgar. Nació en Medina de Rioseco en 1531, siendo bautizado en el mismo palacio en el que había nacido, por el párroco de la iglesia de Santa Cruz, de la localidad y el día 22 de marzo, de manera solemne, en el templo de Santa Cruz. 
Acompañó al rey Felipe II en su viaje a Flandes y en 1554 en su viaje para contraer matrimonio con María Tudor. Fue el rey Felipe II quien le concedió el Toisón de Oro. En 1574 vendió los títulos y señoríos de Módica, Osona, Alcamo y Catalafini al marqués de Aytona.
Falleció a los 61 años en la villa de Madrid, el 6 de mayo de 1596 y su cuerpo fue trasladado días después hasta Medina de Rioseco para ser enterrado el 3 de junio en el panteón familiar situado en el convento de San Francisco. El acto de su inhumación contó con una enorme asistencia de nobles, religiosos y autoridades de todas las localidades en las que se extendían sus posesiones.   

## Matrimonio y descendencia
Contrajo matrimonio, el 16 de noviembre de 1558, con Ana de Mendoza y Mendoza (m. Valladolid, 1595), hija de Diego Hurtado de Mendoza, IV conde de Saldaña, y de María de Mendoza y Fonseca, III marquesa de Cenete. Su esposa fundó el convento de la Encarnación de Carmelitas Descalzas en Medina de Rioseco, en 27 de septiembre de 1588. Fueron padres de:
- Luis Enríquez de Cabrera y Mendoza (m. 1600), IV duque de Medina de Rioseco, VIII almirante de Castilla, VI conde de Melgar y caballero del Toisón de Oro.[4]
- Diego Enríquez de Mendoza (m. 1600), caballero de la Orden de Santiago.[1]
- Rodrigo Enríquez de Cabrera, mayordomo mayor del rey Felipe IV, segundo esposo de Francisca Osorio de Valdés y Acevedo, I marquesa de Valdunquillo.[4]
- Ana Enríquez de Mendoza, casada con Luis Ramón Fernández de Córdoba y Aragón-Folch de Cardona, XI conde de Prades.[4]
- María, Antonia y Catalina Enríquez de Cabrera, religiosas.[1]